# Norquay (Saskatchewan)
Norquay est une ville de la Saskatchewan au Canada.

## Géographie
La localité de Norquay est située dans le sud-est de la province de Saskatchewan.

## Démographie
| 2001 | 2016 | 2021 |
| ---- | ---- | ---- |
| 485  | 434  | 420  |